# 12185 Gasprinskij
12185 Gasprinskij è un asteroide della fascia principale. Scoperto nel 1976, presenta un'orbita caratterizzata da un semiasse maggiore pari a 2,7430484 au e da un'eccentricità di 0,0918988, inclinata di 5,54595° rispetto all'eclittica.
L'asteroide è dedicato al letterato tataro İsmail Gaspıralı.